# SPARC

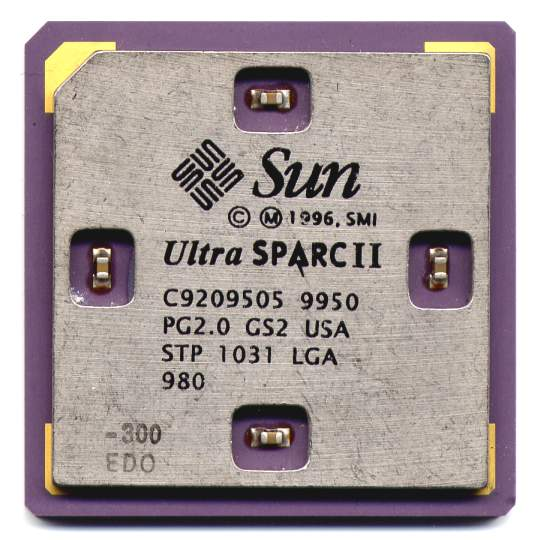
Sun UltraSPARC II

SPARC (англ. Scalable Processor ARChitecture — масштабована процесорна архітектура) — архітектура RISC-мікропроцесорів, спочатку розроблена в 1985 році компанією Sun Microsystems.
Архітектура SPARC є відкритою, це означає, що:
- Архітектура системи команд SPARC опублікована, як стандарт IEEE 1754—1994;
- Специфікації SPARC доступні для ліцензування будь-якою компанією або приватною особою, і дають можливість розробляти свої власні рішення;
- Розвитком архітектури SPARC займається незалежна, некомерційна організація SPARC International, Inc., заснована в 1989 році. Членство в SPARC International відкрита для всіх охочих.

Для виробництва процесорів з архітектурою SPARC досить закупити у SPARC International, Inc. ліцензію на архітектуру системи команд ($ 99) і розробити свою реалізацію архітектури, або закупити готову реалізацію (що дещо дорожче).
Існувало кілька ревізій архітектури SPARC, найостаннішими є версії 8 і 9. Версія 8 архітектури SPARC описує 32 розрядний мікропроцесор, тоді як версія 9 — 64 розрядний.
Архітектури SPARC була ліцензована багатьма компаніями, які розробляли та виготовляли продукцію, серед них:
- Fujitsu та Fujitsu Microelectronics
- LSI Corporation
- Magnum Semiconductor
- Meiko Scientific

## Специфікації мікропроцесорів SPARC
Ця таблиця містить специфікації для деяких процесорів SPARC: частоту (МГц), версію архітектури, рік випуску, кількість потоків (потоків на кожне ядро помножених на кількість ядер), технологічний процес виготовлення (мкм), кількість транзисторів (млн), розмір кристала (квадратних міліметрів), кількість контактних ніжок, розсіювану потужність (Вт), напругу (В), а також об'єми кешу-даних та інструкцій, кешів L2 та L3 (кібібайт).
| Ім'я (кодова назва)                 | Модель                        | Частота (МГц) | Версія Архітектури | Рік         | Потоків всього | Тех. процес (нм) | Транзис- торів (мільйонів) | Розмір кристалу (mm?) | Контактні ніжки | Потужність (Вт) | Вольтаж (В) | L1 кеш даних (k)  | L1 кеш команд (k) | L2 Кеш (k)   | L3 Кеш (k)  |
| ----------------------------------- | ----------------------------- | ------------- | ------------------ | ----------- | -------------- | ---------------- | -------------------------- | --------------------- | --------------- | --------------- | ----------- | ----------------- | ----------------- | ------------ | ----------- |
| SPARC                               | (різні), включаючи MB86900    | 14,28–40      | V7                 | 1987– 1992  | 1×1=1          | 0,8–1,3          | ~0,1–1,8                   | --                    | 160–256         | --              | --          | 0–128 (об'єднано) | 0–128 (об'єднано) | відсутній    | відсут- ній |
| microSPARC I (Tsunami)              | TI TMS390S10                  | 40–50         | V8                 | 1992        | 1×1=1          | 0,8              | 0,8                        | 225?                  | 288             | 2,5             | 5           | 2                 | 4                 | відсутній    | відсут- ній |
| SuperSPARC I (Viking)               | TI TMX390Z50 / Sun STP1020    | 33–60         | V8                 | 1992        | 1×1=1          | 0,8              | 3,1                        | --                    | 293             | 14,3            | 5           | 16                | 20                | 0-2048       | відсут- ній |
| SPARClite                           | Fujitsu MB8683x               | 66–108        | V8E                | 1992        | 1×1=1          | --               | --                         | --                    | 144–176         | --              | 2,5/3,3В    | 1–16              | 1–16              | відсутній    | відсут- ній |
| hyperSPARC (Colorado 1)             | Ross RT620A                   | 40–90         | V8                 | 1993        | 1×1=1          | 0,5              | 1,5                        | --                    | --              | --              | 5?          | 0                 | 8                 | 128-256      | відсут- ній |
| microSPARC II (Swift)               | Fujitsu MB86904 / Sun STP1012 | 60–125        | V8                 | 1994        | 1×1=1          | 0,5              | 2,3                        | 233                   | 321             | 5               | 3,3         | 8                 | 16                | відсутній    | відсут- ній |
| hyperSPARC (Colorado 2)             | Ross RT620B                   | 90–125        | V8                 | 1994        | 1×1=1          | 0,4              | 1,5                        | --                    | --              | --              | 3,3         | 0                 | 8                 | 128-256      | відсут- ній |
| SuperSPARC II (Voyager)             | Sun STP1021                   | 75–90         | V8                 | 1994        | 1×1=1          | 0,8              | 3,1                        | 299                   | --              | 16              | --          | 16                | 20                | 1024-2048    | відсут- ній |
| hyperSPARC (Colorado 3)             | Ross RT620C                   | 125–166       | V8                 | 1995        | 1×1=1          | 0,35             | 1,5                        | --                    | --              | --              | 3,3         | 0                 | 8                 | 512-1024     | відсут- ній |
| TurboSPARC                          | Fujitsu MB86907               | 160–180       | V8                 | 1996        | 1×1=1          | 0,35             | 3,0                        | 132                   | 416             | 7               | 3,5         | 16                | 16                | 512          | відсут- ній |
| UltraSPARC (Spitfire)               | Sun STP1030                   | 143–167       | V9                 | 1995        | 1×1=1          | 0,47             | 5,2                        | 315                   | 521             | 30              | 3,3         | 16                | 16                | 512-1024     | відсут- ній |
| UltraSPARC (Hornet)                 | Sun STP1030                   | 200           | V9                 | 1998        | 1×1=1          | 0,42             | 5,2                        | 265                   | 521             | --              | 3,3         | 16                | 16                | 512-1024     | відсут- ній |
| hyperSPARC (Colorado 4)             | Ross RT620D                   | 180–200       | V8                 | 1996        | 1×1=1          | 0,35             | 1,7                        | --                    | --              | --              | 3,3         | 16                | 16                | 512          | відсут- ній |
| SPARC64                             | Fujitsu (HAL)                 | 101–118       | V9                 | 1995        | 1×1=1          | 0,4              | --                         | Багато- кристаль- ний | 286             | 50              | 3,8         | 128               | 128               | --           | --          |
| SPARC64 II                          | Fujitsu (HAL)                 | 141–161       | V9                 | 1996        | 1×1=1          | 0,35             | --                         | Багато- кристаль- ний | 286             | 64              | 3,3         | 128               | 128               | --           | --          |
| SPARC64 III                         | Fujitsu (HAL) MBCS70301       | 250–330       | V9                 | 1998        | 1×1=1          | 0,24             | 17,6                       | 240                   | --              | --              | 2,5         | 64                | 64                | 8192         | --          |
| UltraSPARC II (Blackbird)           | Sun STP1031                   | 250–400       | V9                 | 1997        | 1×1=1          | 0,35             | 5,4                        | 149                   | 521             | 25              | 2,5         | 16                | 16                | 1024 or 4096 | відсут- ній |
| UltraSPARC IIs (Sapphire-Black)     | Sun STP1032 / STP1034         | 360–480       | V9                 | 1999        | 1×1=1          | 0,25             | 5,4                        | 126                   | 521             | 21              | 1,9         | 16                | 16                | 1024–8192    | відсут- ній |
| UltraSPARC IIi (Sabre)              | Sun SME1040                   | 270–360       | V9                 | 1997        | 1×1=1          | 0,35             | 5,4                        | 156                   | 587             | 21              | 1,9         | 16                | 16                | 256–2048     | відсут- ній |
| UltraSPARC IIi (Sapphire-Red)       | Sun SME1430                   | 333–480       | V9                 | 1998        | 1×1=1          | 0,25             | 5,4                        | --                    | 587             | 21              | 1,9         | 16                | 16                | 2048         | відсут- ній |
| UltraSPARC IIe (Hummingbird)        | Sun SME1701                   | 400–500       | V9                 | 1999        | 1×1=1          | 0,18 Al          | --                         | --                    | 370             | 13              | 1,5-1,7     | 16                | 16                | 256          | відсут- ній |
| UltraSPARC IIi (IIe+) (Phantom)     | Sun SME1532                   | 550–650       | V9                 | 2000        | 1×1=1          | 0,18 Cu          | --                         | --                    | 370             | 17,6            | 1,7         | 16                | 16                | 512          | відсут- ній |
| SPARC64 GP                          | Fujitsu SFCB81147             | 400–563       | V9                 | 2000        | 1×1=1          | 0,18             | 30,2                       | 217                   | --              | --              | 1,8         | 128               | 128               | 8192         | --          |
| SPARC64 GP                          | --                            | 600–810       | V9                 | --          | 1×1=1          | 0,15             | 30,2                       | --                    | --              | --              | 1,5         | 128               | 128               | 8192         | --          |
| SPARC64 IV                          | Fujitsu MBCS80523             | 450–810       | V9                 | 2000        | 1×1=1          | 0,13             | --                         | --                    | --              | --              | --          | 128               | 128               | 2048         | --          |
| UltraSPARC III (Cheetah)            | Sun SME1050                   | 600           | V9 / JPS1          | 2001        | 1×1=1          | 0,18 Al          | 29                         | 330                   | 1368            | 53              | 1,6         | 64                | 32                | 8192         | відсут- ній |
| UltraSPARC III (Cheetah)            | Sun SME1052                   | 750–900       | V9 / JPS1          | 2001        | 1×1=1          | 0,13 Al          | 29                         | --                    | 1368            | --              | 1,6         | 64                | 32                | 8192         | відсут- ній |
| UltraSPARC III Cu (Cheetah+)        | Sun SME1056                   | 1002–1200     | V9 / JPS1          | 2001        | 1×1=1          | 0,13 Cu          | 29                         | 232                   | 1368            | 80              | 1,6         | 64                | 32                | 8192         | відсут- ній |
| UltraSPARC IIIi (Jalapeno)          | Sun SME1603                   | 1064–1593     | V9 / JPS1          | 2003        | 1×1=1          | 0,13             | 87,5                       | 206                   | 959             | 52              | 1,3         | 64                | 32                | 1024         | відсут- ній |
| SPARC64 V (Zeus)                    | Fujitsu                       | 1100–1350     | V9 / JPS1          | 2003        | 1×1=1          | 0,13             | 190                        | 289                   | 269             | 40              | 1,2         | 128               | 128               | 2048         | --          |
| SPARC64 V+ (Olympus-B)              | Fujitsu                       | 1650–2160     | V9 / JPS1          | 2004        | 1×1=1          | 0,09             | 400                        | 297                   | 279             | 65              | 1           | 128               | 128               | 4096         | --          |
| UltraSPARC IV (Jaguar)              | Sun SME1167                   | 1050–1350     | V9 / JPS1          | 2004        | 1×2=2          | 0,13             | 66                         | 356                   | 1368            | 108             | 1,35        | 64                | 32                | 16384        | відсут- ній |
| UltraSPARC IV+ (Panther)            | Sun SME1167A                  | 1500–2100     | V9 / JPS1          | 2005        | 1×2=2          | 0,09             | 295                        | 336                   | 1368            | 90              | 1,1         | 64                | 64                | 2048         | 32768       |
| UltraSPARC T1 (Niagara)             | Sun SME1905                   | 1000–1400     | V9 / UA 2005       | 2005        | 4×8=32         | 0,09             | 300                        | 340                   | 1933            | 72              | 1,3         | 8                 | 16                | 3072         | відсут- ній |
| SPARC64 VI (Olympus-C)              | Fujitsu                       | 2150–2400     | V9 / JPS1          | 2007        | 2×2=4          | 0,09             | 540                        | 422                   | --              | 120             | --          | 128               | 128               | 5120         | відсут- ній |
| UltraSPARC T2 (Niagara 2)           | Sun SME1908A                  | 1000–1600     | V9 / UA 2007       | 2007        | 8×8=64         | 0,065            | 503                        | 342                   | 1831            | 95              | 1,1–1,5     | 8                 | 16                | 4096         | відсут- ній |
| UltraSPARC T2 Plus (Victoria Falls) | Sun SME1910A                  | 1200–1600     | V9 / UA 2007       | 2008        | 8×8=64         | 0,065            | 503                        | 342                   | 1831            | -               | -           | 8                 | 16                | 4096         | відсут- ній |
| SPARC64 VII (Jupiter)               | Fujitsu                       | 2400–2880     | V9 / JPS1          | 2008        | 2×4=8          | 0,065            | 600                        | 445                   | --              | 135             | --          | 64                | 64                | 6144         | відсут- ній |
| UltraSPARC «RK» (Rock)              | Sun SME1832                   | 2300          | V9 / --            | відмі- нено | 2×16=32        | 0,065            | ?                          | 396                   | 2326            | ?               | ?           | 32                | 32                | 2048         | ?           |
| SPARC64 VIIIfx (Venus)              | Fujitsu                       | 2000          | V9 / JPS1          | 2009        | 1×8=8          | 0,045            | ?                          | ?                     | ?               | ?               | ?           | ?                 | ?                 | ?            | ?           |
| SPARC T3 (Rainbow Falls)            | Oracle/Sun                    | 1650          | V9 / UA _?_        | 2010        | 16×8=128       | 0,040            | ????                       | 371                   | ?               | 139             | ?           | 8                 | 16                | 6144         | відсут- ній |
| SPARC64 VII+ (???)                  | Fujitsu                       | 2667 — 3000   | V9 / JPS1          | 2010        | 4×2=8          | -                | -                          | -                     | -               | -               | -           | 128               | 128               | 12288        | відсут- ній |
| Ім'я (кодова назва)                 | Модель                        | Частота (МГц) | Версія Архітектури | Рік         | Потоків всього | Тех. процес (нм) | Транзис- торів (мільйонів) | Розмір кристалу (mm?) | Контактні ніжки | Потужність (Вт) | Вольтаж (В) | L1 кеш даних (k)  | L1 кеш команд (k) | L2 Кеш (k)   | L3 Кеш (k)  |

## Підтримувані операційні системи
Комп'ютери із процесорами SPARC зазвичай оснащувалися Sun-івськими операційними системами: SunOS, Solaris чи OpenSolaris; а також: NeXTSTEP, RTEMS, FreeBSD, OpenBSD, NetBSD. Також можливе використання і Linux.
В 1993 році Intergraph оголосили про портування Windows NT на архітектуру SPARC, але потім роботу з портування згорнули.

## Суперкомп'ютери
Станом на червень 2009 року, тільки в одному суперкомп'ютері, який входить до списку 500 найкращих у світі швидких суперкомп'ютерів TOP500 використовуються мікропроцесори SPARC. Знаходячись у списку 28-м (121282 GFLOPS), система Fujitsu FX1 побудована на основі чотириядерних процесорів SPARC64 VII (2,52 ГГц), і кластеризований шиною DDR Infiniband. Встановлений в Агентстві аерокосмічних досліджень Японії. В червні 2002 року мікропроцесори SPARC займали 88 положень із 500 топсистем, але з того часу втратив популярність коштом інших чипів від IBM, Intel і AMD.
2 грудня 2010, Oracle представила SPARC SuperCluster з 3-4 тисяч серверів, обігнавши сервери HP Integrity Superdome й IBM Power 780, досягнувши швидкості 30249688 транзакцій за хвилину.